# Soulèvement de Penruddock

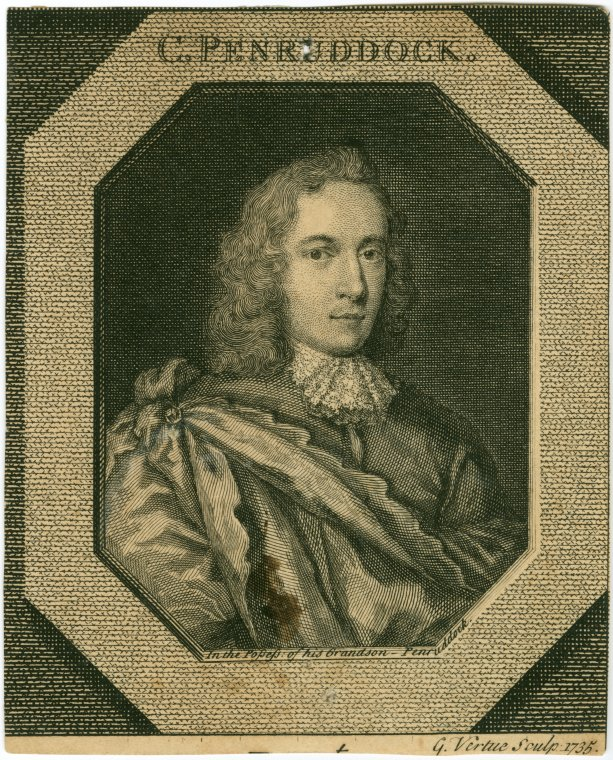
Colonel John Penruddock 1619-1655.
Colonel John Penruddock (1619-1655), Royalist, beheaded 1655, engraved by George Vertue 1735.

Le soulèvement de Penruddock (qui doit son nom à son meneur, John Penruddock) fait partie d'une série de soulèvements coordonnés et planifiés par les Sealed Knot, dans le but de provoquer une insurrection le 11 mars 1655 sous le régime du Protectorate d'Oliver Cromwell.
Le but était de s'emparer de Salisbury, Newcastle, York et Winchester ainsi que de provoquer de plus petits soulèvements dans le Nottinghamshire et le Cheshire. La garnison de la New Model Army en place à Winchester avait été renforcée juste avant le soulèvement prévu pour être aussitôt abandonné. Aucun renforcement n'a été appelé dans le Cheshire, mais des soulèvements ont bien eu lieu à d'autres endroits. Partout, à l'exception de Salisbury, les royalistes abandonnent leurs plans sans se battre, du fait d'un manque de soutien.
Penruddock fut condamné à mort et exécuté avec quinze de ses compagnons.